# Seznam monarchií v Africe

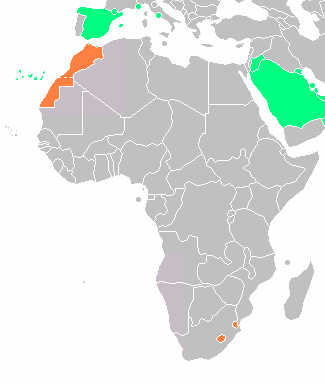
Oranžová: africké monarchie, zelená: evropské a asijské monarchie

Seznam afrických zemí, které jsou v současnosti monarchiemi
 Království Lesotho
Král Letsie III.
 Marocké království
Král Mohamed VI.
 Svazijské království
Král Mswati III.

## V současnosti nezávislé africké státy, které bývaly monarchiemi
- Burundi
- Egypt
- Etiopie
- Libye
- Rwanda
- Středoafrická republika
- Tunisko